# Tamer Haj Mohamad
Tamer Haj Mohamad (en árabe: تامر حاج محمد‎; Homs, Siria, 3 de abril de 1990) es un futbolista de Siria que juega en la posición de centrocampista. Desde 2022 juega con el Tishreen SC de la Liga Premier de Siria cedido por el Al-Karamah SC.

## Carrera

### Club
| Periodo   | Club                   |
| --------- | ---------------------- |
| 2008-2012 | Al Karamah FC          |
| 2012      | Al-Mabarrah            |
| 2012–2013 | Al-Faisaly Amman       |
| 2013–2014 | Safa SC                |
| 2014–2016 | Naft Al-Wasat SC       |
| 2016–2017 | Erbil SC               |
| 2017–2018 | Dhofar Club            |
| 2018–2019 | Ohod Club              |
| 2019–2020 | Hutteen SC             |
| 2020      | Al-Salmiya SC          |
| 2020–     | Al Karamah FC          |
| 2022–     | → Tishreen SC (cedido) |

### Selección nacional
Haj Mohamad jugó entre 2007 con 2008 con la selección sub-17 y sub-19, con la que jugó en la copa Mundial de Fútbol Sub-17 de 2007 en Corea del Sur donde enfrentó a Argentina, España y Honduras en la fase de grupos.
Con la selección sub-20 jugó en el campeonato Juvenil de la AFC de 2008 en Arabia Saudita, y con la selección sub-23 estuvo en los Juegos Mediterráneos de 2009 en Italia. Su primer gol internacional lo anotó el 5 de septiembre de 2017 en el empate 2-2 ante Irán en Teherán por la clasificación de AFC para la Copa Mundial de Fútbol de 2018, y un año después fue convocado para la Copa Asiática 2019.

## Logros
- Syrian Premier League: 2008, 2009
- Syrian Cup: 2008, 2009, 2010
- Syrian Super Cup: 2008
- Iraqi Premier League: 2014–15